# يهودا كوهن
يهودا كوهن (بالعبرية: יהודה כהן‏) هو قاضي إسرائيلي، ولد في 23 يناير 1914 في صفد في إسرائيل، وتوفي في 8 أغسطس 2009.